# Municipio de Rock (condado de Grant)
El municipio de Rock (en inglés: Rock Township) es un municipio ubicado en el condado de Grant en el estado estadounidense de Dakota del Norte. En el año 2010 tenía una población de 16 habitantes y una densidad poblacional de 0,17 personas por km².

## Geografía
El municipio de Rock se encuentra ubicado en las coordenadas 46°19′42″N 101°44′12″O / 46.32833, -101.73667. Según la Oficina del Censo de los Estados Unidos, el municipio tiene una superficie total de 92.16 km², de la cual 92,16 km² corresponden a tierra firme y (0 %) 0 km² es agua.

## Demografía
Según el censo de 2010, había 16 personas residiendo en el municipio de Rock. La densidad de población era de 0,17 hab./km². De los 16 habitantes, el municipio de Rock estaba compuesto por el 100 % blancos. Del total de la población el 0 % eran hispanos o latinos de cualquier raza.